# Myrmeleon iridescens
Myrmeleon iridescens là một loài côn trùng trong họ Myrmeleontidae thuộc bộ Neuroptera. Loài này được Kirby in Andrews miêu tả năm 1900.